# Gyöngyi Körmendi
Gyöngyi Körmendi, coniugata Farkasné (Budapest, 24 gennaio 1960), è un'ex cestista ungherese.

## Carriera
Con l'Ungheria ha disputato i Campionati del mondo del 1986 e cinque edizioni dei Campionati europei (1981, 1983, 1985, 1989, 1993).